# Calathea jocosa
Calathea jocosa är en strimbladsväxtart som beskrevs av James Francis Macbride. Calathea jocosa ingår i släktet Calathea och familjen strimbladsväxter. Inga underarter finns listade.